# Gluttsnäppa

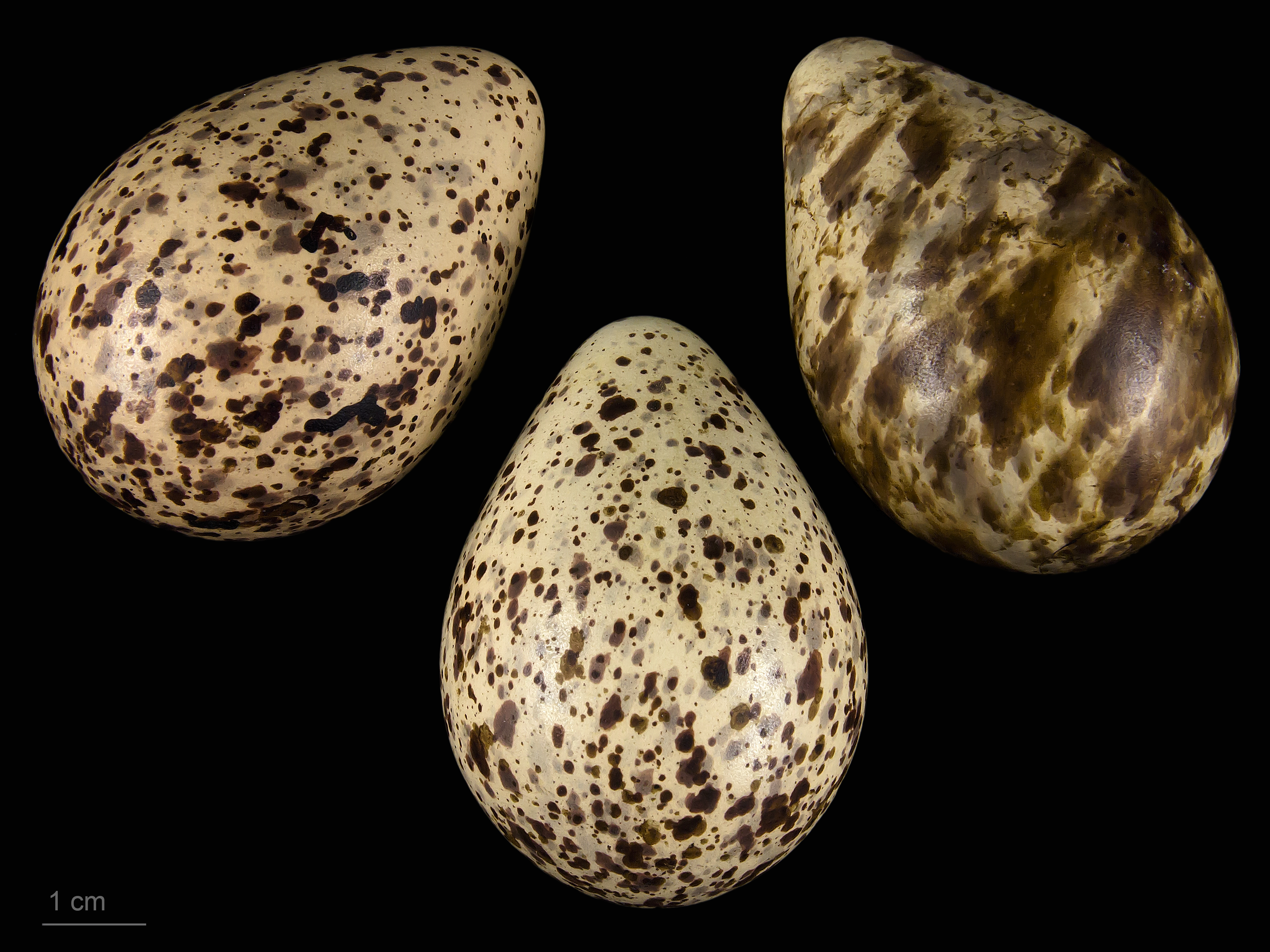
Gluttsnäppans ägg.

Gluttsnäppa (Tringa nebularia) är en utpräglad långflyttande vadare som häckar i norra palearktis på myrar i skogslandskap. Arten är närmast släkt med den amerikanska större gulbenan. Den globala populationen anses vara livskraftig.

## Kännetecken

### Utseende

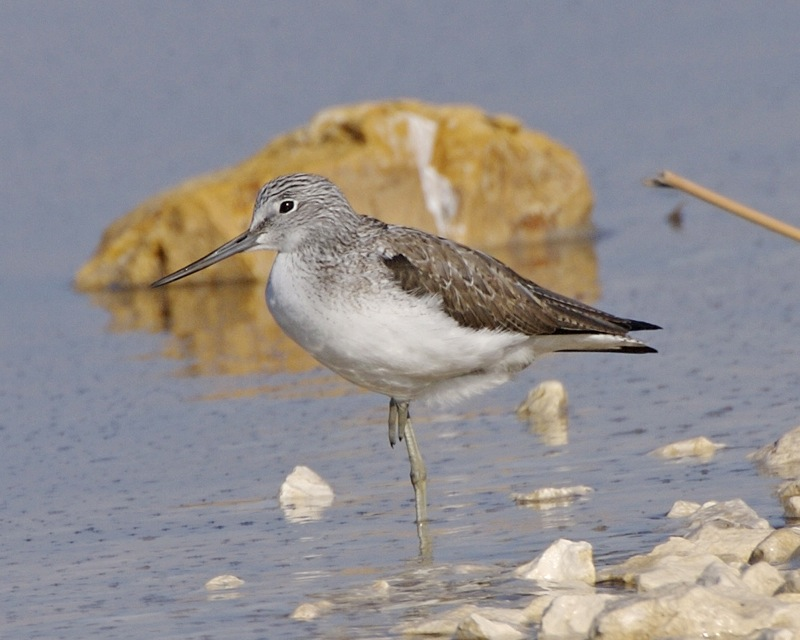
Adult gluttsnäppa i vinterdräkt i januari.

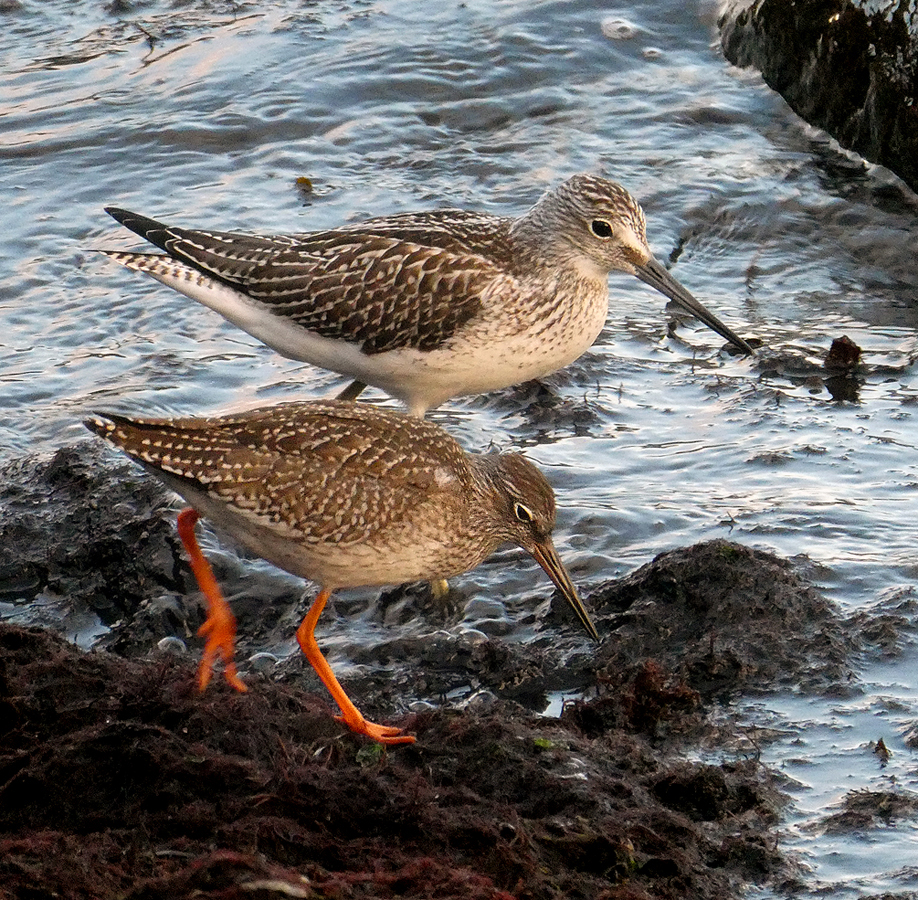
Gluttsnäppan är en av de större vadarna, påtagligt större än rödbenan.

Gluttsnäppan är en långbent, långvingad, långhalsad och smäcker fågel med en lång och grov svagt uppåtkrökt näbb. Den är 30–34 cm lång och har ett vingspann på 55–62 cm.
I alla fjäderdräkter är den ganska ljust färgad, grå med svarta fläckar på ovansidan och ljus på undersidan. Bröstet är fint vattrat i svart mot en vit botten. Benfärgen skiftar i grågrönt till gulgrön beroende på ålder och årstid. 
När den flyger ser man en lång, bred vit kil på ryggen som sträcker sig ända ner på stjärten i stark kontrast till de gråsvarta vingöversidorna.

### Läte
Gluttsnäppan är en ljudlig fågel. Sången som framförs i hög spelflykt är ett malande "klu-vy klu-vy klu-vy...". Locklätet är en trestavig, kraftfull vissling: "tju-tju-tju".

## Utbredning och systematik
Gluttsnäppan är en palearktisk art med en häckningsutbredning som sträcker sig från norra Storbritannien i väster till Kamtjatka i öster. Den är en långflyttare och övervintrar i medelhavsländerna, i Afrika söder om Sahara, i sydvästra delarna av Indien, i Indonesien, i Sydostasien, på öar i sydkinesiska havet och i Australien. Generellt flyttar den på bred front över land men majoriteten av häckfåglarna i Västeuropa passerar kustområden. Vadehavet är exempelvis en viktig rastplats under vårflytten där arten ruggar. 

### Förekomst i Sverige
I Sverige häckar den i skogslandskap från en linje mellersta Värmland till nordvästra Gästrikland och norrut. Under flyttningen ses den även längre söderut vid flacka kuster och slättsjöar.

### Systematik
Trots dess stora utbredningsområde delas gluttsnäppan inte upp i några underarter. Dess närmaste släktingar är den amerikanska arten större gulbena samt svartsnäppan.

## Ekologi

### Biotop

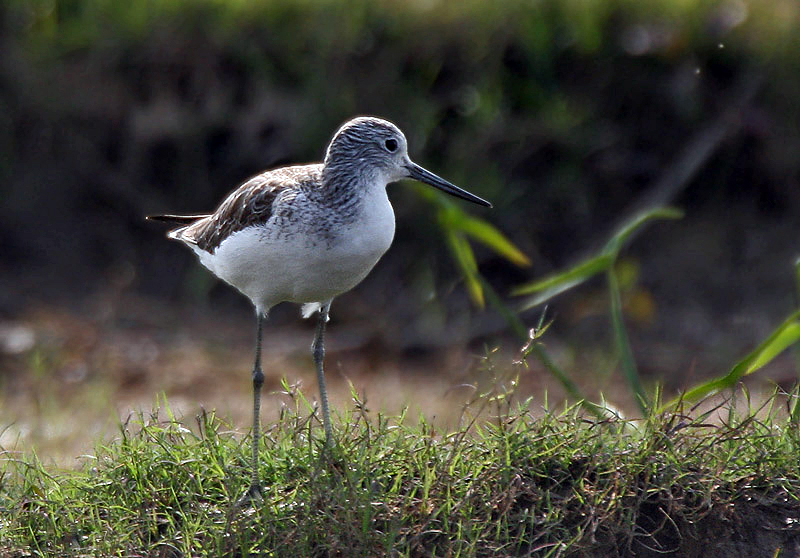

Gluttsnäppan häckar på taigan, framförallt i gles högåldrig tallskog, gärna nära myrar eller vattendrag. Den häckar från havsnivå och vanligtvis upp till 450 meter över havet, men den högst belägna kända häckningsplatsen ligger på 1200 meter över havet i Norge. Häckningsbiotopen utgörs av gläntor i sumpig skog, myrmark, trädbevuxet hedlandskap, öppna mossar och kärr, och stränder vid eutrofa sjöar där det finns ruttnande vegetation.
I vinterkvarteren förekommer den i en mängd olika sötvattens- och marina områden, bland annat, våtmarker, leriga eller steniga stränder vid sjöar och floder, saliner, risfält, dammar, reservoarer, översvämmad gräsmark, saltängar, skyddade sandiga eller leriga havsstränder, mangrove, estuarier, laguner men undviker öppna kuststräckor. Under flytten uppträder gluttsnäppan vid olika typer av våtmarker i inlandet eller i närheten av kusten.

### Häckning och flyttning
Gluttsnäppan häckar vanligtvis första gången vid två års ålder och häckningen infaller från slutet av april till juni. Vanligtvis häckar de väl utspritt och paren upprätthåller revir. Boet är en grund uppskrapning direkt på marken ofta placerat på torr mark, i en glänta eller i gles skog, gärna i närheten av en trädstam, ett liggande träd, klippblock, staket eller dylika uppstickande objekt. Den lägger vanligtvis fyra ägg, men kullar med en till fem ägg förekommer. och båda färäldrarna ruvar äggen i 23–26 dagar.

Efter kläckningen lämnar ungarna boet efter bara några dagar och födosöker själva. Ungarna blir flygga efter 26–31 dagar. Höstflytten genom Europa sker från mitten av juli till andra hälften av oktober. Ena föräldern, vanligtvis honan, lämnar häckningsområdet först, ofta innan ungarna är flygga, medan den andra föräldern och juvenilerna flyttar cirka tre till sex veckor senare.
Under flytten uppträder de enstaka eller i mindre flockar men sällsynt observeras flockar på över 100 individer på tidvattenstränder och dylikt. Merparten anländer till övervintringslokalerna i södra Afrika och Australien från augusti till september. I södra Afrika är flockar med 20–25 individer vanliga. Vårflytten mot häckningsområdena påbörjas i mars och de lämnar övervintringslokalerna i skymningen. Vissa icke-häckande individer översomrar i övervintringsområdena.

### Föda och mortalitet
Gluttsnäppan födosöker både dagtid och på natten. Den är till största delen köttätare och söker energiskt sin föda på grunt vatten. Huvudfödan består av allehanda smådjur, till exempel insekter och dess larver, småfisk och kräftdjur. Äldsta kända individen blev 11 år och 11 månader.

## Gluttsnäppan och människan

### Status och hot
Gluttsnäppan har ett mycket stort utbredningsområde och en stor, stabil population uppskattad till 440 000–1 500 000 individer. Baserat på detta listar internationella naturvårdsunionen IUCN arten som livskraftig (LC). Även i Sverige anses populationen livskraftig och det finns inga tecken på betydande populationsförändring. 2018 uppskattades det svenska beståndet till 29 000 par.
Liksom andra vadare hotas östasiatiska gluttsnäppor av exploateringen utmed Gula havets kust där viktiga rastplatser finns. I Europa har artens levnadsmiljö försämrats i vissa områden av terrängfordon och torka.

### Taxonomi och namn
Gluttsnäppan har kallats bara för glutt eller glutten på flera svenska och tyska dialekter men ursprunget till glutt är omdiskuterat. Glottis var ett grekiskt fågelnamn som omskrevs av både Aristoteles och Plinius den äldre men det är oklart vilken fågel som menades. Glottis betyder "tunga" på grekiska. När Linné använde sig av det vetenskapliga namnet Scolopax glottis i Systema Naturae 1746 är det osäkert om det var gluttsnäppan han syftade på. På grund av detta är det Gunnerus vetenskapliga namn Scolopax nebularia från 1767 som är artens protonym, där nebularia kommer av latinets nebula för "dimma". Liksom det norska trivialnamnet för fågeln, skoddefoll, syftar det på gluttsnäppans fuktiga miljöer. Arten har även kallats storglutten.